# Gedangalas
Gedangalas is een bestuurslaag in het regentschap Demak van de provincie Midden-Java, Indonesië. Gedangalas telt 2776 inwoners (volkstelling 2010).